# Puente Jorge V
El puente Jorge V (en inglés: George V Bridge; a veces conocido como «puente rey Jorge V») es un puente de carretera de tres arcos sobre el río Clyde en el centro de la ciudad de Glasgow, Escocia, llamado así por el rey Jorge V.
El puente fue diseñado por Thomas Somers y une la zona sur de Tradeston a la calle Oswald, en el centro de la ciudad. El puente fue comisionado en 1914, pero se retrasó debido a la Primera Guerra Mundial, el puente no se completó y solo se abrió en 1928. En la actualidad está protegido como edificio de categoría B.